# Asunción Challenger 2009
L'Asunción Challenger 2009, noto anche come Copa Petrobras Asunción, è stato un torneo professionistico di tennis maschile giocato sulla terra rossa, che facevano parte dell'ATP Challenger Tour 2009. Si è giocato ad Asunción in Paraguay dal 12 al 18 ottobre 2009.

## Partecipanti

### Teste di serie
| Nazionalità | Giocatore             | Ranking* | Testa di serie |
| ----------- | --------------------- | -------- | -------------- |
| Argentina   | Máximo González       | 68       | 1              |
| Cile        | Nicolás Massú         | 92       | 2              |
| Cile        | Paul Capdeville       | 95       | 3              |
| Spagna      | Santiago Ventura      | 108      | 4              |
| Spagna      | Daniel Gimeno Traver  | 112      | 5              |
| Spagna      | Rubén Ramírez Hidalgo | 125      | 6              |
| Francia     | Laurent Recouderc     | 127      | 7              |
| Slovenia    | Blaž Kavčič           | 148      | 8              |

- Ranking al 5 ottobre 2009.

### Altri partecipanti
Giocatori che hanno ricevuto una wild card:
- Ramón Delgado
- Diego Galeano
- Mariano Puerta
- Nicolás Salama
- Gastón Gaudio (Special Exempt)

Giocatori passati dalle qualificazioni:
- Facundo Bagnis
- Marcelo Demoliner
- Guido Pella
- Carles Poch-Gradin

## Campioni

### Singolare
Ramón Delgado ha battuto in finale  Daniel Gimeno Traver con il punteggio di 7–6(2), 1–6, 6–3

### Doppio
Rubén Ramírez Hidalgo /  Santiago Ventura hanno battuto in finale  Máximo González /  Eduardo Schwank con il punteggio di 6–3, 0–6, [10–8]